# Lunds saluhall

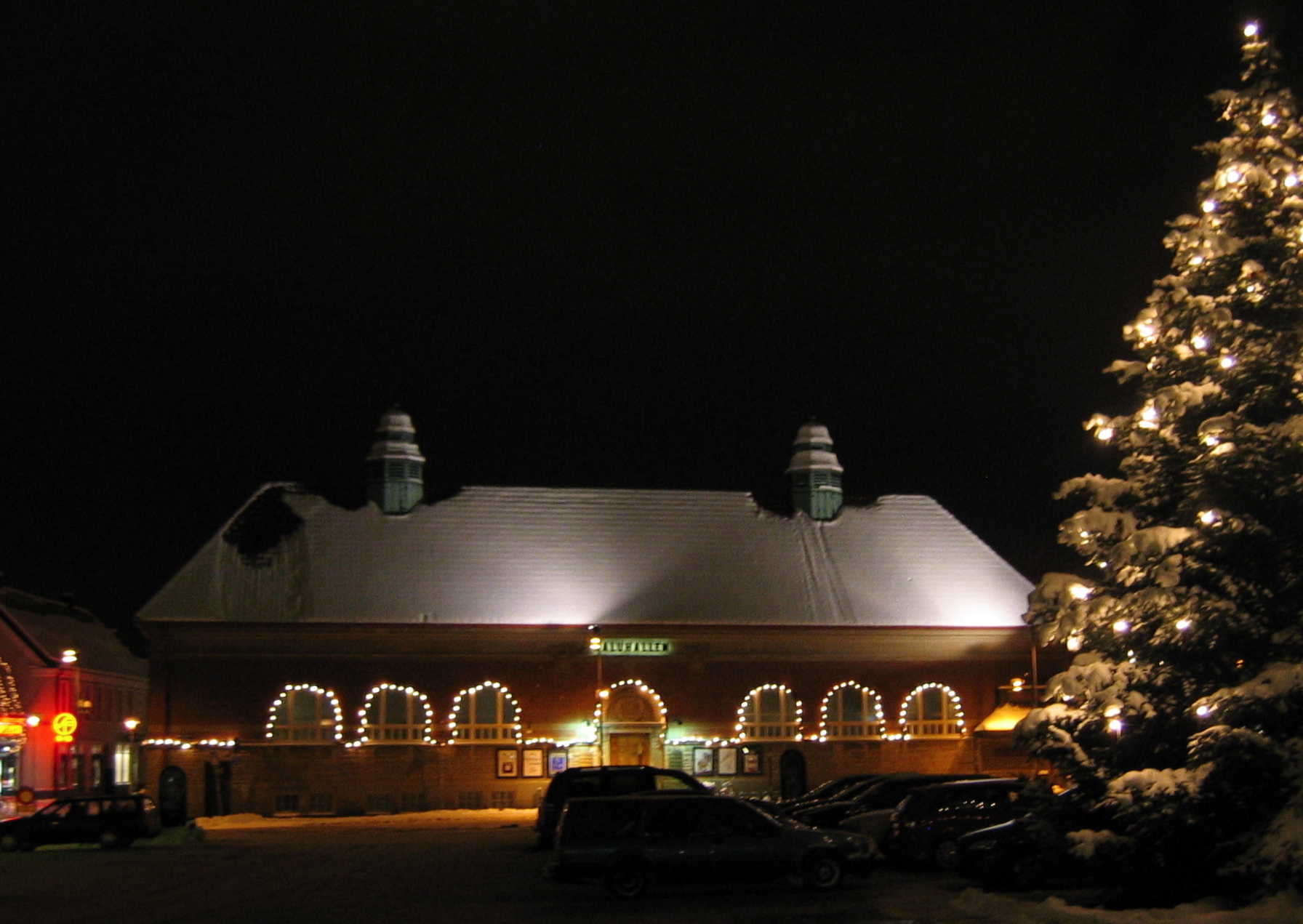
Lunds saluhall i vinterskrud, december 2009.

Lunds saluhall är en saluhall belägen vid västra änden av Mårtenstorget i Lund.
Saluhallen invigdes den 21 april 1909. Innan dess hade handel med kött och fisk bedrivits på Stortorget. När saluhallen, vars smäckra inre järnkonstruktioner uppförts av Carl Holmbergs mekaniska verkstad, invigdes bestod den av en stor huvudhall och två mindre hallar för ost och fisk. 1922 installerades saluhallens första kylrum. 
I början av 1950-talet var hallen i stort behov av renovering, och beslut om en sådan togs 1956. Bara drygt tio år senare, 1967, yrkade stadens hälsoinspektör trots detta på att saluhallen borde utdömas. Arkitekten Sten Samuelson fick i uppdrag att i stället rita ett modernt affärscentrum på platsen. I protest bildades "Saluhallens vänner", vilka dock inte heller ville bevara den ursprungliga verksamheten i huset utan göra detta till ett allaktivitetshus. Resultatet blev till slut ändå renovering med bibehållen funktion 1974–1975. Ytterligare en renovering utfördes 1984 varvid även bereddes utrymme för olika typer av matserveringar. 2009 startade den sista renoveringen av Saluhallen vilket resulterade i en utbyggd restaurangdel med stora glaspartier mot Botulfsplatsen.
Idag ryms det 18 handlare och restauranger i Lunds Saluhall. Till kända och långvariga handlare i saluhallen hör Holmgrens charkuteri, som bland annat tillverkar och saluför den berömda knaken.